# Lista zabytków w Nadur
To jest lista zabytków w miejscowości Nadur na wyspie Gozo, Malta, które są umieszczone na liście National Inventory of the Cultural Property of the Maltese Islands.

## Lista
| Nazwa zabytku                                 | Lokalizacja                                             | Współrzędne                                   | Nr na liście NICPMI | Zdjęcie |
| --------------------------------------------- | ------------------------------------------------------- | --------------------------------------------- | ------------------- | ------- |
| Wieża Isopu                                   | il-Qortin ta’ Isopu                                     | 36°03′19,6″N 14°18′33,2″E/36,055457 14,309231 | 0038                |         |
| Nisza św. Marka Ewangelisty                   | 29 Triq San Ġwann / Sqaq Dun Karm Caruana               | 36°02′14,8″N 14°17′48,8″E/36,037455 14,296902 | 00994               |         |
| Nisza Niepokalanego Poczęcia                  | Triq Ta’ Grunju                                         | 36°02′14,7″N 14°18′00,5″E/36,037418 14,300142 | 00995               |         |
| Nisza św. Józefa                              | Triq Diċembru Tlettax / Triq iċ-Ċimċem                  | 36°02′17,1″N 14°17′46,4″E/36,038089 14,296225 | 00996               |         |
| Nisza Matki Bożej Fatimskiej                  | Triq iċ-Ċimċem                                          | 36°02′17,2″N 14°17′46,5″E/36,038116 14,296245 | 00997               |         |
| Nisza św. Piotra i św. Pawła                  | "Red Roses", Triq Madre’ Gemma Camilleri                | 36°02′15,7″N 14°17′42,6″E/36,037686 14,295169 | 00998               |         |
| Nisza św. Józefa                              | Pjazza Dun Martin Camilleri                             | 36°02′14,7″N 14°17′41,6″E/36,037422 14,294898 | 00999               |         |
| Płaskorzeźba Piety                            | Pjazza Dun Martin Camilleri                             | 36°02′15,5″N 14°17′41,0″E/36,037646 14,294719 | 01000               |         |
| Nisza Matki Bożej z Góry Karmel               | 20 Pjazza 28 ta’ April 1688                             | 36°02′14,9″N 14°17′39,8″E/36,037461 14,294385 | 01001               |         |
| Nisza Matki Bożej z Góry Karmel               | Pjazza 28 ta’ April 1688 / Pjazza San Pietru u San Pawl | 36°02′15,9″N 14°17′37,5″E/36,037748 14,293749 | 01002               |         |
| Nisza Chrystusa Króla                         | Triq it-Tramuntana                                      | 36°02′16,9″N 14°17′39,3″E/36,038039 14,294257 | 01003               |         |
| Kościół parafialny pw. św. Piotra i św. Pawła | Pjazza San Pietru u San Pawl                            | 36°02′15,7″N 14°17′39,7″E/36,037683 14,294370 | 01004               |         |
| Nisza Najświętszego Serca Jezusowego          | Pjazza San Pietru u San Pawl / Triq Dun Bernard Haber   | 36°02′16,3″N 14°17′35,1″E/36,037855 14,293084 | 01005               |         |
| Nisza Matki Bożej z Lourdes                   | 80 Triq Dun Bernard Haber                               | 36°02′16,4″N 14°17′34,8″E/36,037895 14,293005 | 01006               |         |
| Płaskorzeźba św. Anny                         | 47 Triq L-Kappillan                                     | 36°02′13,9″N 14°17′39,1″E/36,037188 14,294198 | 01007               |         |
| Nisza Najświętszego Serca Jezusowego          | 94 Triq Xandriku                                        | 36°02′11,6″N 14°17′41,6″E/36,036545 14,294879 | 01008               |         |
| Nisza Matki Bożej z Lourdes                   | 70 Triq Xandriku                                        | 36°02′10,1″N 14°17′47,4″E/36,036134 14,296512 | 01009               |         |
| Nisza Matki Bożej Bezpiecznej Przystani       | Triq Ta’ Said / Triq iċ-Ċimċem                          | 36°02′21,0″N 14°17′48,9″E/36,039177 14,296924 | 01010               |         |
| Nisza św. Błażeja                             | Triq San Blas / Triq Għajn Berta                        | 36°02′59,6″N 14°18′00,2″E/36,049899 14,300068 | 01011               |         |
| Nisza św. Antoniego z Padwy                   | 12 Triq Wied Riħan                                      | 36°02′59,4″N 14°18′02,8″E/36,049844 14,300786 | 01012               |         |
| Nisza św. Józefa                              | Triq ir-Ramla                                           |                                               | 01013               |         |
| Nisza Najświętszego Serca Jezusowego          | "St. Paul", Triq ir-Ramla                               | 36°02′28,6″N 14°17′18,0″E/36,041268 14,288347 | 01014               |         |
| Bateria Ramla Lewa                            | Ramla Bay                                               | 36°03′40,5″N 14°16′56,6″E/36,061253 14,282386 | 1413                |         |
| Reduta Ramla                                  | Ramla Bay                                               | 36°03′41,2″N 14°17′03,0″E/36,061439 14,284157 | 1414                |         |
| Bateria Ramla Prawa                           | Ramla Bay                                               | 36°03′45,7″N 14°17′12,8″E/36,062685 14,286899 | 1415                |         |
| Podwodna zapora i pozostałości entrenchment   | Ramla Bay                                               | 36°03′44,2″N 14°17′03,4″E/36,062289 14,284290 | 1416                |         |
| Fugas                                         | Ramla Bay                                               | 36°03′44,6″N 14°17′10,8″E/36,062386 14,286347 | 1441                |         |